# گکوهای دم‌گوشتی
گکوهای دُم‌گوشتی (نام علمی: Diplodactylus) نام یک سرده از فروراسته گکووارگان است.